# Bartomeu Conill
Bartomeu Conill (Barcelona?, s. XV - Monestir de Poblet, Conca de Barberà, 1458) fou un monjo cistercenc, abat de Poblet. És venerat com a beat al si de l'Orde del Cister.
Era fill de Francesc Conill, ciutadà de Barcelona i metge de Joan I d'Aragó. Fou almoiner de Martí el Jove i metge de la reina Blanca I de Navarra a Sicília primer i a Navarra. Monjo cistercenc a l'Abadia de Poblet, el 9 de febrer de 1437 en fou elegit abat, el 41è del monestir. D'entrada, no volia acceptar l'elecció, però finalment ho feu per ordre expresa del papa Eugeni IV. Continuà atenent els monjos malalts i els acollits a l'hospital de pobres de Poblet i li foren atribuïdes guaricions miraculoses. Feu edificar la capella de Sant Jordi (1443) al monestir. Tingué especial cura de l'observança monàstica i de la defensa dels interessos materials del monestir.
Per la seva vida virtuosa fou venerat com a beat al si de l'Orde del Cister, fixant-se'n la festivitat el 3 d'octubre. En alguns santorals apareix com a Sant Bartomeu. Fou sebollit a l'aula capitular del monestir.